# Chambaron-sur-Morge
Chambaron-sur-Morge es una comuna nueva francesa situada en el departamento de Puy-de-Dôme, de la región de Auvernia-Ródano-Alpes.

## Historia
Fue creada el 1 de enero de 2016, en aplicación de una resolución del prefecto de Puy-de-Dôme de 7 de diciembre de 2015 con la unión de las comunas de Cellule y La Moutade, pasando a estar el ayuntamiento en la antigua comuna de La Moutade.

## Demografía
| Gráfica de evolución demográfica de Chambaron-sur-Morge entre 1800 y 2013 |
|                                                                           |

Los datos entre 1800 y 2013 son el resultado de sumar los parciales de las dos comunas que forman la nueva comuna de Chambaron-sur-Morge, cuyos datos se han cogido de 1800 a 1999, para las comunas de Cellule y La Moutade de la página francesa EHESS/Cassini. Los demás datos se han cogido de la página del INSEE.

## Composición
| Comuna delegada | Código INSEE | Población (2013) | Superficie (km²) | Densidad (hab./km²) |
| --------------- | ------------ | ---------------- | ---------------- | ------------------- |
| Cellule         | 63244        | 446              | 5.31             | 84                  |
| La Moutade      | 63068        | 1159             | 8.74             | 133                 |